# MC Trouble
LaTasha Sheron Rogers (30 de julho de 1970 - 4 de junho de 1992), mais conhecida pelo nome artístico MC Trouble foi uma cantora de rap estadunidense, notória por ser a primeira mulher contratada pela Motown Records.
Sua primeira canção foi "(I Wanna) Make You Mine" com a participação especial de The Good Girls, sendo lançada em 25 de maio de 1990; seu primeiro single foi "Make You Mine", alcançando a 15ª posição do Billboard Rap Charts. A faixa-título do primeiro álbum, Gotta Get A Grip, foi lançada como single como uma mistura de R&B e hardcore rap.
Trouble morreu enquanto dormia em 4 de junho de 1992 na casa de um amigo em Los Angeles, Califórnia. Ela sofreu uma convulsão que resultou em uma parada cardíaca. Um single póstumo, chamado "Big Ole Jazz", foi lançado em 1992.

## Discografia
- 1988: Highroller's Girl (EP)
- 1990: Gotta Get a Grip